# Старомосковский извод церковнославянского языка
Старомосковский извод церковнославянского языка — наименование московской редакции (извода) церковнославянского языка среднего периода. Существовал в XIV—XV века. Сохраняется до настоящего времени в книжной традиции староверия. В Русской православной церкви был заменён синодальным (или новоцерковнославянским изводом) в середине XVII века, в ходе книжной справы патриарха Никона.
Сформировался на основе древнерусского извода церковнославянского языка после церковно-политического разделения восточнославянской территории на Московскую Русь и Литовскую Русь. Новое направление реформирования церковнославянского языка поддерживалось и пропагандировалось в Москве митрополитом Киприаном, который трудился над исправлением Псалтыри, Служебника, переводил гимнографические тексты.